# Axel Sjöblad
Axel Erland Sjöblad (Malmö, 3 de novembro de 1967) é um ex-handebolista profissional sueco, medalhista olimpico.
Axel Sjöblad fez parte dos elencos medalha de prata de Barcelona 1992.